# Polypedilum glabripenne
Polypedilum glabripenne är en tvåvingeart som först beskrevs av Jean-Jacques Kieffer 1911.  Polypedilum glabripenne ingår i släktet Polypedilum och familjen fjädermyggor.
Artens utbredningsområde är Seychellerna. Inga underarter finns listade i Catalogue of Life.